# Filme de espionagem

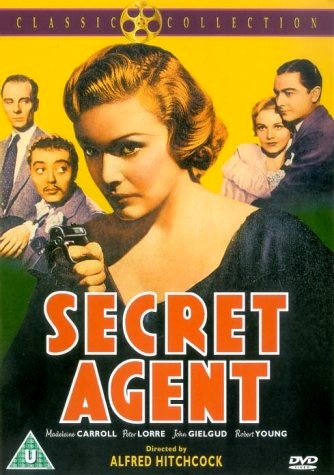
Pôster do filme Secret Agent ("Agente Secreto") de Alfred Hitchkock, 1936.

O filme de espionagem é um gênero de filme que trata do tema da espionagem ficcional, seja de forma realista (como as adaptações de John le Carré) ou como base para a fantasia (como muitos filmes de James Bond). Muitos romances no gênero de ficção de espionagem foram adaptados como filmes, incluindo obras de John Buchan, le Carré, Ian Fleming (Bond), Len Deighton e Tom Clancy. É um aspecto significativo do cinema britânico, com importantes diretores britânicos como Alfred Hitchcock e Carol Reed fazendo contribuições notáveis e muitos filmes ambientados no Serviço Secreto Britânico. É um subgênero do cinema de ação.
Exemplos de filmes de espionagem famosos são Intriga Internacional, 007 contra Goldfinger, O Dia do Chacal, Missão Impossível e Caçada ao Outubro Vermelho.

## Características
Os filmes de espionagem são um gênero cinematográfico popular desde a década de 1960. Neles predomina a intriga, a pancadaria e o mistério, pelo que foram, até bem recentemente, considerados um subgênero dos filmes de ação. Filmes de espionagem mostram as atividades de espionagem de agentes do governo e o risco de serem descobertos por seus inimigos. Dos thrillers de espionagem nazista da década de 1940 aos filmes de James Bond da década de 1960 e aos sucessos de bilheteria de alta tecnologia de hoje, o filme de espionagem sempre foi popular entre o público em todo o mundo.
Oferecendo uma combinação de escapismo emocionante, emoções tecnológicas e locais exóticos, muitos filmes de espionagem combinam os gêneros de ação e ficção científica, apresentando heróis claramente delineados para o público torcer e vilões para odiar. Eles também podem envolver elementos de thrillers políticos. No entanto, há muitos que são cômicos (principalmente filmes de comédia de ação, se eles se enquadram nesse gênero).
James Bond é o mais famoso dos espiões do cinema, mas também houve obras mais sérias e investigativas, como O espião que saiu do frio, de John le Carré, que também emergiu da Guerra Fria. Com o fim desta guerra bipolar entre os Estados Unidos e a União Soviética, o mais novo vilão se tornou o terrorismo transnacional, especialmente o islâmico, e com mais frequência envolveria o Oriente Médio. Essa nova mudança de paradigma afeta a visão que se tem do adversário, "Na Guerra Fria, o inimigo ainda era um sujeito bastante decente. Agora, o inimigo é considerado um islâmico baixo e traiçoeiro".

## História

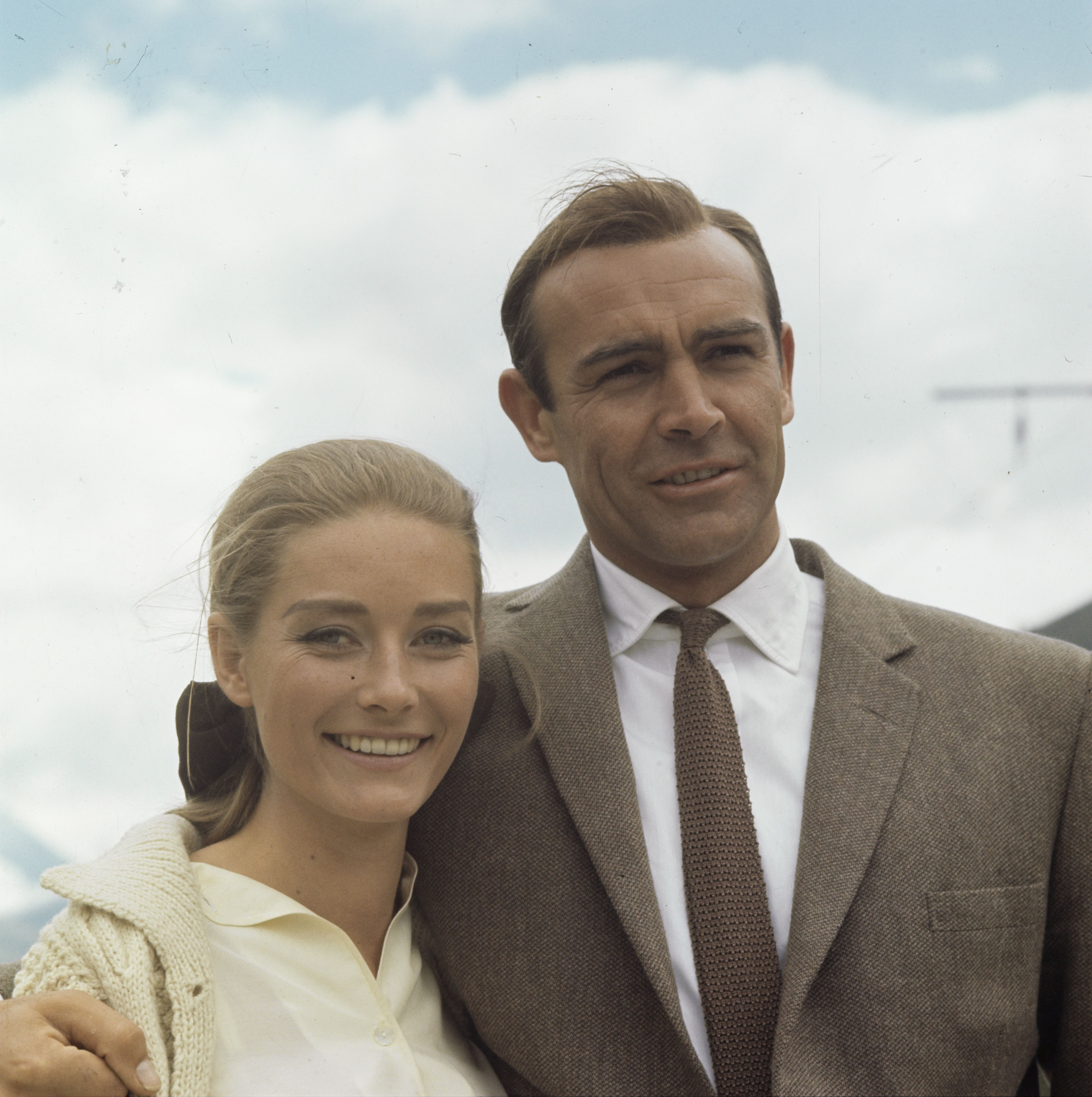
Sean Connery como James Bond e Tania Mallet como Tilly Masterson durante as filmagens do filme 007 contra Goldfinger no Passo da Furka, em Andermatt, na Suíça, em 1964.

O filme de espionagem surge com o cinema mudo, seguindo o teatro de espionagem como em The Prussian Spy (1909) de David W. Griffith, que trata de um espião prussiano durante a Guerra Franco-Prussiana. Na trama, Lady Florence esconde seu amante, um espião prussiano, das tropas francesas que o procuram. Um de seus outros pretendentes, um oficial francês, descobre o esconderijo e ameaça matar o espião. Outros filmes de espionagem foram ambientados durante a Guerra Civil Americana com The Confederate Spy (1910), onde um escravo leal confederado entrega planos secretos capturados, e The Confederate Ironclad (1912), onde Anna Q. Nilsson interpreta Elinor Adams, uma espiã da União. Sob a direção de Sidney Olcott e também como roteirista, a atriz Gene Gauntier atuou na série Nan, the Confederate Spy, uma série precursora das heroínas de ação e espionagem; com os filmes The Girl Spy (1909), The Girl Spy Before Vicksburg (1910), The Bravest Girl in the South (1910) e The Further Adventures of the Girl Spy (1910).
O gênero foi ainda mais popularizado com a paranóia da literatura de invasão e o início da Grande Guerra. Esses temores produziram os filmes The German Spy Peril, de 1914, na Grã-Bretanha, centrado em uma conspiração para explodir as Casas do Parlamento, e O.H.M.S., de 1913, cujo acrônimo significa "Our Helpless Millions Saved" ("Nossos Milhões Indefesos Salvos"), do comum "On His Majesty's Service" ("A Serviço Secreto de Sua Majestade"). Na trama, um espião alemão chantageia a esposa de um comandante para roubar um tratado. O filme também apresenta uma personagem feminina forte que ajuda o herói.

### Entre-Guerras

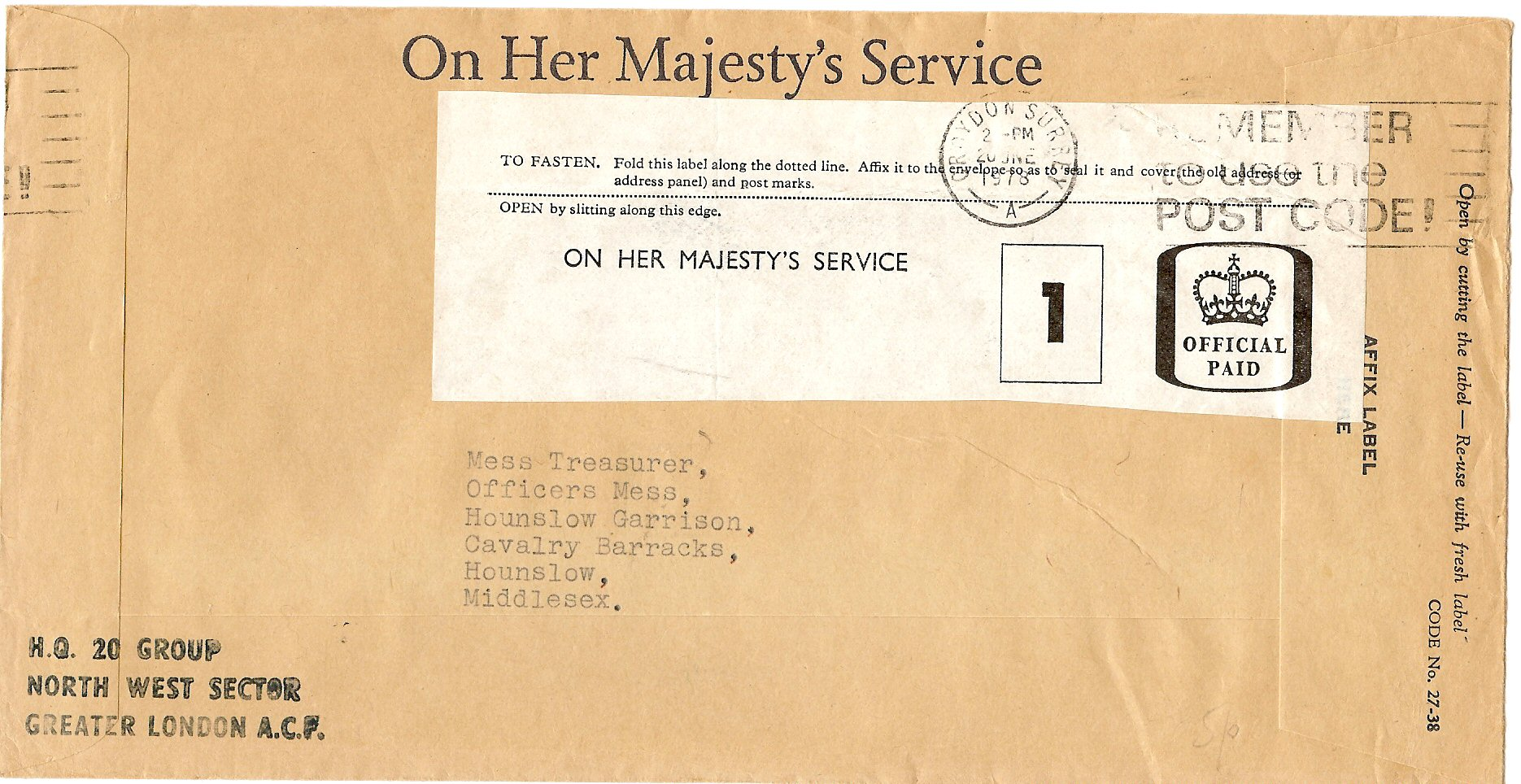
Envelope "On Her Majesty's Service" com etiqueta econômica OHMS "Official Paid" de 1978.

A vida da famosa Mata Hari será trazida para a tela a partir de 1927 em várias produções que retratam sua vida, abordando seu conturbado papel na espionagem durante a Primeira Guerra Mundial. Em 1931, Mata Hari foi interpretada pela atriz Greta Garbo.
Em 1928, Fritz Lang fez o filme Spione, que continha muitos tropos que se tornaram populares em dramas de espionagem posteriores, incluindo quartel-general secreto, um agente conhecido por um número e a bela agente estrangeira que passa a amar o herói. Os filmes do Dr. Mabuse de Lang do período também contêm elementos de thrillers de espionagem, embora o personagem central seja um gênio do crime interessado apenas em espionagem para fins lucrativos. Além disso, vários dos filmes americanos de Lang, como Os Carrascos Também Morrem, lidam com espiões durante a Segunda Guerra Mundial.
Alfred Hitchcock fez muito para popularizar o filme de espionagem na década de 1930 com seus thrillers influentes O Homem Que Sabia Demais (1934), Os 39 Degraus (1935), Sabotage (1937) e The Lady Vanishes (1938). Isso geralmente envolvia civis inocentes sendo apanhados em conspirações internacionais ou redes de sabotadores na frente doméstica, como em Saboteur (1942). Alguns, no entanto, lidavam com espiões profissionais como em Secret Agent (1936), de Hitchcock, baseado nas histórias de Ashenden, de W. Somerset Maugham, ou na série Mr. Moto, baseada nos livros de John P. Marquand. Neste filme, três agentes especiais britânicos têm a tarefa de assassinar um espião alemão em plena Primeira Guerra Mundial.

### Segunda Guerra Mundial

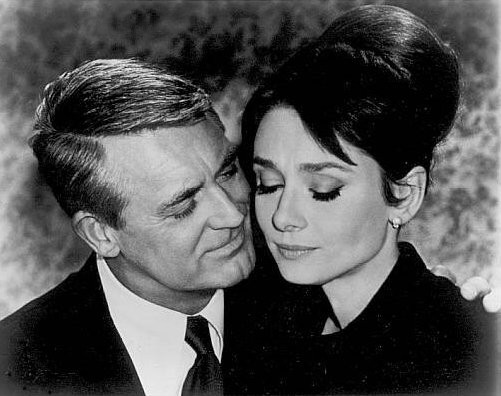
Cary Grant e Audrey Hepburn no filme de espionagem Charade (1963).

Com a eclosão da Segunda Guerra Mundial, os filmes de espionagem quase sempre apresentam cenários envolvendo espiões alemães disfarçados para cenários americanos e britânicos e o inverso para cenários alemães. A missão destes espiões, qualquer que seja a sua nacionalidade, consiste quase sistematicamente em infiltrar-se num país inimigo com vista a sabotar, roubar documentos confidenciais ou assassinar uma personalidade. Deve-se notar que esses filmes continuarão a ser rodados após o fim da guerra.
Nos anos 1940 e início dos anos 1950, vários filmes foram feitos sobre as façanhas dos agentes aliados na Europa ocupada, que provavelmente poderiam ser considerados um subgênero. 13 Rue Madeleine e O.S.S. eram histórias fictícias sobre agentes americanos na França ocupada pelos alemães, e havia uma série de filmes baseados nas histórias de agentes S.O.E. britânicos da vida real, incluindo Odette e Carve Her Name With Pride. Um exemplo ficcional mais recente é Charlotte Gray (2021), baseado no romance de Sebastian Faulks. Também durante o período, houve muitos filmes de detetive - The Thin Man Goes Home (1945) e Charlie Chan in the Secret Service (1944), por exemplo - em que o mistério envolvia quem roubou as plantas secretas ou quem sequestrou o famoso cientista.

### Guerra Fria
A Guerra Fria viu um novo renascimento do interesse no mundo dos espiões dividido entre os blocos ocidental e oriental. O pico de popularidade do filme de espionagem foi a década de 1960, quando os medos da Guerra Fria se misturaram com o desejo do público de ver filmes emocionantes e cheios de suspense. Os filmes costumam ser ambientados em capitais como Berlim, Washington, Londres, etc. Os espiões muitas vezes lutam entre si para obter informações secretas escondidas em microfilmes ou para capturar ou resgatar um espião. Outros cenários colocam em evidência o Perigo Vermelho através de um confronto entre a população civil e um espião que se infiltra neste ambiente.
O filme de espionagem desenvolveu-se em duas direções neste momento. Por um lado, os romances de espionagem realistas de Len Deighton e John le Carré foram adaptados para thrillers relativamente sérios da Guerra Fria que lidavam com algumas das realidades do mundo da espionagem. Alguns desses filmes incluem O Espião Que Saiu do Frio (1965), The Deadly Affair (1966), Cortina Rasgada (1966) e a série Harry Palmer, baseada nos romances de Len Deighton.
Em outra direção, os romances de James Bond de Ian Fleming foram adaptados em uma série cada vez mais fantástica de filmes de aventura irônicos dos produtores Harry Saltzman e Albert R. Broccoli, com Sean Connery como a estrela. Eles apresentavam as belas Bondgirls e supervilões secretos e extravagantes, um arquétipo que mais tarde se tornaria um elemento básico da explosão de filmes de espionagem em meados da década de 1960. O sucesso fenomenal da série Bond levou a uma enxurrada de imitadores, como o gênero Eurospy e vários dos EUA. Exemplos notáveis incluem os dois filmes de Derek Flint estrelados por James Coburn, The Quiller Memorandum (1966) com George Segal e a série Matt Helm com Dean Martin. A televisão também entrou em ação com séries como The Man from U.N.C.L.E. e I Spy nos EUA, e Danger Man e Os Vingadores na Grã-Bretanha. O nome original de The Man From U.N.C.L.E. deveria ser Ian Fleming's Solo (Solo de Ian Fleming), e Ian Fleming, criador de James Bond, foi consultor do projeto. Os espiões permaneceram populares na TV até os dias atuais com séries como Callan, Alias e Spooks. Na fase final da Guerra Fria, por causa da Détente, os filmes veriam espiões ocidentais colaborando com espiões soviéticos contra uma terceira ameaça, como em 007 - O Espião Que Me Amava. Outra mudança na representação é a diferenciação entre soviéticos amigáveis e soviéticos linha-dura, como em 007 contra Octopussy e A Caçada ao Outubro Vermelho. Os espiões permanecem populares na televisão até hoje com séries como Callan, Alias e Spooks.

### Após o fim da Cortina de Ferro

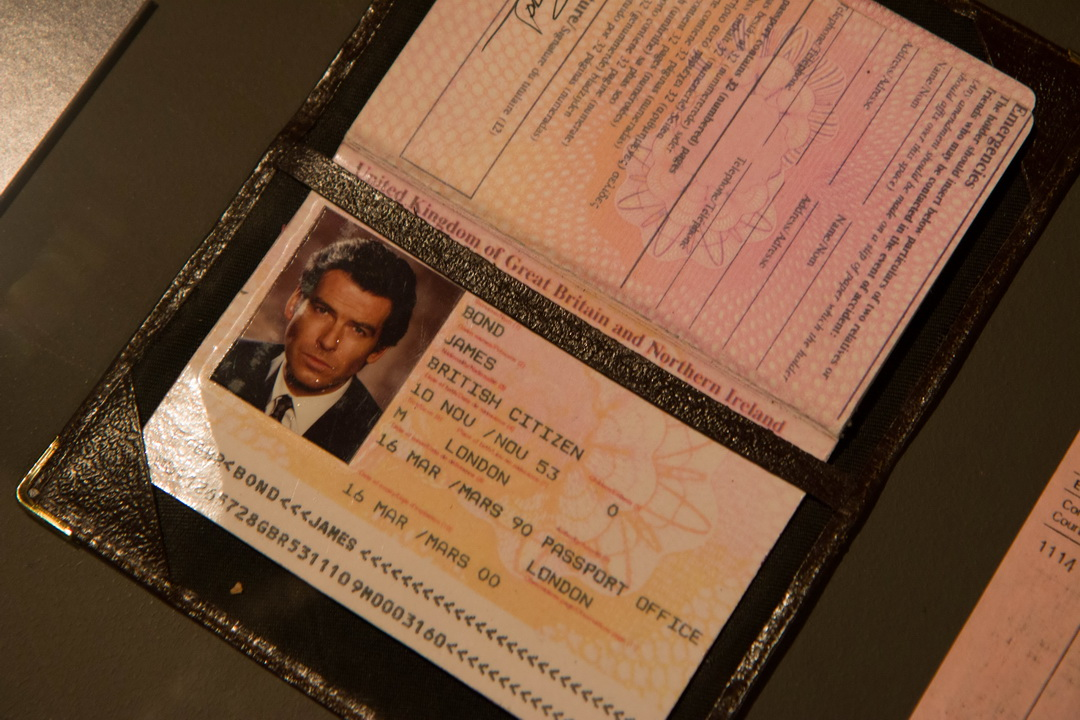
Passaporte do agente James Bond com Pierce Brosnan.

O fim da Guerra Fria causou uma crise de identidade nos filmes de espionagem. O personagem James Bond foi desafiado a se reinventar para o mundo pós-Guerra Fria com o filme GoldenEye (1995), estrelado por Pierce Brosnan. O filme foi um sucesso e mostrou que tanto o ícone quanto o gênero de espionagem poderiam sobreviver em um ambiente multipolar. O experiente Bond deve agora enfrentar um novo mundo, com novas histórias mostrando os problemas causados pela fragmentação do império soviético, como a criação de oligarquias mafiosas na Rússia, a ascensão da China Vermelha e os perigos da guerra cibernética. Outro grande sucesso que ajudou a criar uma nova geração de fãs foi o videogame de mesmo nome, lançado para Nintendo 64.

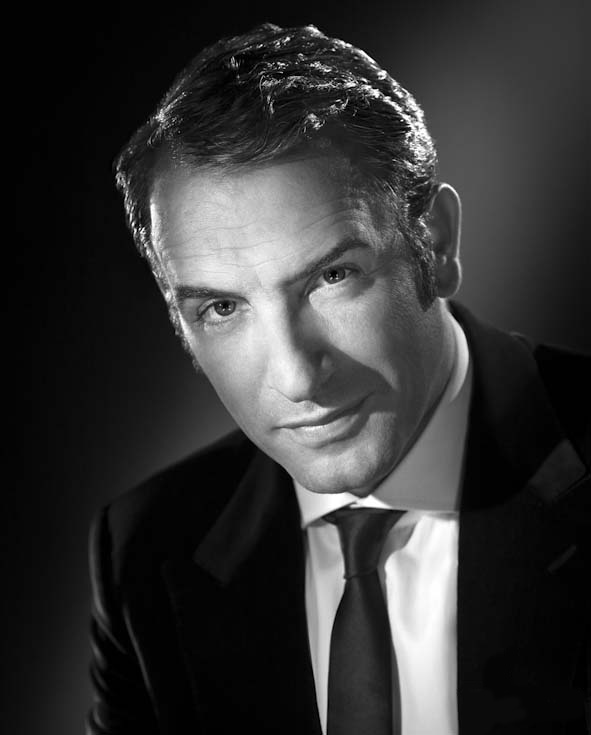
Jean Dujardin, que interpretou o espião francês Hubert Bonisseur de la Bath, codinome OSS 117.

Os filmes de espionagem também tiveram uma espécie de renascimento no final dos anos 1990, embora geralmente fossem filmes de ação com elementos de espionagem ou comédias como Austin Powers. Alguns críticos identificam uma tendência de afastamento da fantasia em favor do realismo, como observado em Syriana (2005), a série de filmes Bourne e os filmes de James Bond estrelados por Daniel Craig desde Casino Royale (2006). Na França, o personagem OSS 117 foi adaptado na trilogia de comédia de mesmo nome que se iniciou no Egito, foi para o Brasil e depois à África francófona. OSS 117 é considerado uma resposta francesa ao agente britânico James Bond e foi comparado favoravelmente a Maxwell Smart e Austin Powers.
OSS 117 é um estereótipo da França conservadora das décadas de 1950 e 1960, sempre contrastando o seu machismo, o sentimento de superioridade francesa e o seu charme egocêntrico. Uma das piadas recorrentes mostra o agente OSS 117 mostrando a foto do presidente francês René Coty, conhecido como um líder um tanto insignificante, como um grande homem que deixaria sua marca na história. Esta piada levou membros do blog satírico Le Ouest-Franc a colocar cartazes com a imagem de René Coty em cartazes eleitorais em Laval em 2017.
Os dois primeiros filmes, dirigidos por Michel Hazanavicius – OSS 117 : Le Caire, nid d'espions em 2006 e OSS 117 : Rio ne répond plus em 2009 – continuam extremamente populares na França. OSS 117: Alerta Vermelho na África Negra é o terceiro filme a ter um orçamento considerável, com 20 milhões de euros, e fechou o Festival de Cinema de Cannes de 2021.
De 21 de outubro de 2022 a 21 de maio de 2023, a Cinémathèque française realizou a exposição “Top Secret” dedicada à mitologia do cinema e das séries de espionagem. No mesmo ano, o documentário La guerre froide fait son cinéma ("A Guerra Fria faz seu cinema", em tradução livre) foi dirigido por Lyndy Saville.

## Filmes
Lista desse gênero (nomes em português, do Brasil):
- Mata Hari (1932), Greta Garbo interpreta a espiã real da Primeira Guerra Mundial.
- The 39 Steps (1935), direção de Alfred Hitchcock.
- Secret Agent (1936), direção de Alfred Hitchcock
- North by Northwest (1959) direção de Hitchcock thriller com Cary Grant
- The Manchurian Candidate (1962)
- The Manchurian Candidate (2004), remake do filme de 1962
- Série de James Bond (1962 - 2002) de Sean Connery a Pierce Brosnan, da antiga geração do espião 007, com a nova interpretada por Daniel Craig
- The Prize (1963), com Paul Newman e Elke Sommer
- Funeral em Berlim (1966)
- O espião que veio do frio (1965)
- Where the Spies Are (1965), comédia de aventura com David Niven
- Cortina rasgada (1966) de Hitchcock com Paul Newman.
- Arabesque (1966), aventura romântica com Gregory Peck e Sophia Loren
- Where Eagles Dare (1968), aventura da Segunda Guerra Mundial, de livro de Alistair MacLean
- Topázio (1969), de Hitchcock com John Forsythe.
- The Kremlin Letter (1970)
- The Mackintosh Man (1973), de John Huston com Paul Newman
- The Conversation (1974)
- Three Days of the Condor (1975)
- The Fourth Protocol (1987)
- The Russia House (1990), pós-Guerra Fria, de livro de John le Carré
- Nikita (1990)
- Série com Jack Ryan
- The Hunt for Red October (1990)
- Jogos patrióticos (1992)
- Clear and Present Danger (1994)
- The Sum of All Fears (2002)
- The Assignment (1997)
- Teoria da Conspiração (1997)
- Ronin (1998)
- Inimigo de Estado (1998)
- Enigma (2001)
- Jogo de Espiões (2001) com Robert Redford e Brad Pitt
- O alfaiate do Panamá (2001)
- Quadrilogia Bourne:
  - The Bourne Identity (2002)
  - The Bourne Supremacy (2004)
  - The Bourne Ultimatum (2007)
  - The Bourne Legacy (2012)
- Confissões de uma mente perigosa (2002)
- O novato (2003)
- Johnny English (2003)
- Munique (2005), de Steven Spielberg baseado em fatos reais.
- Syriana (2005), sobre o Oriente Médio
- O bom pastor (2006)
- 007 - Cassino Royale (2006)
- Breach (2007)
- Body of Lies (2008)
- Taken (2008)
- Traitor (2008)
- The International (2009)
- 007 - Quantum of Solace (2009)
- Salt (2010)
- Mission: Impossible - Ghost Protocol (2011)
- Tinker Tailor Soldier Spy (filme) (2011)
- 007 - Operação Skyfall (2012)
- Operação Sombra - Jack Ryan (2014)
- SPECTRE (2015)
- Spy (Filme) (2015)